# スケネクタディ郡 (ニューヨーク州)
スケネクタディ郡（英: Schenectady County、[skəˈnɛktədi]）は、アメリカ合衆国ニューヨーク州の中央部東に位置する郡である。人口は15万8061人（2020年）。郡庁所在地はスケネクタディ市であり、同郡で人口最大の都市である。郡名はモホーク族インディアンの言葉で「松の生える土地の向こう側」を意味するものから派生した。スカハリー郡はオールバニ・スケネクタディ・トロイ大都市圏に属している。

## 歴史

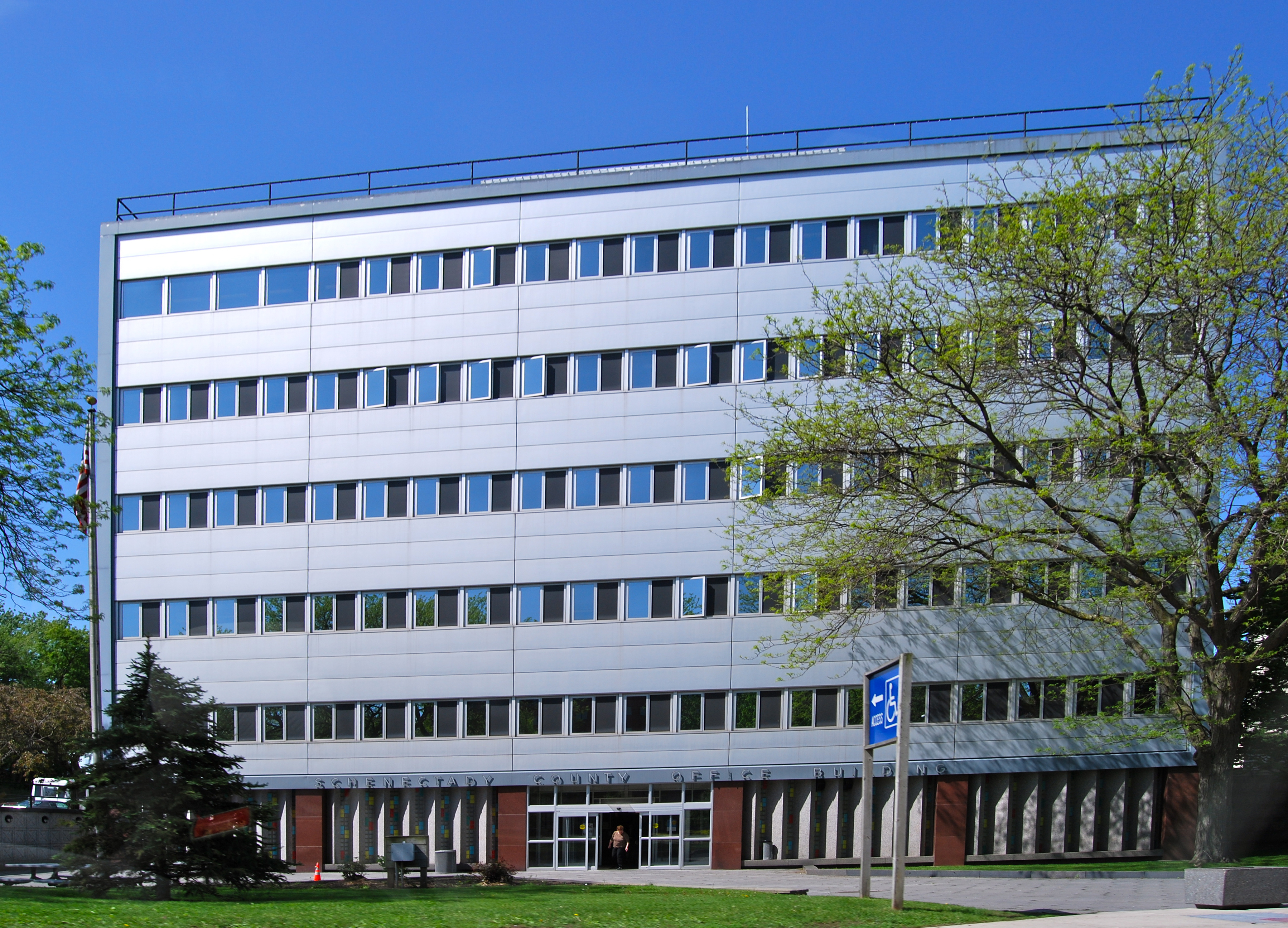
スケネクタディ郡庁舎

スケネクタディ郡は1809年に設立された。1683年にニューヨーク植民地で郡が作られたとき、現在のスケネクタディ郡地域はオールバニ郡に属していた。これは巨大な郡であり、ニューヨーク州北部とバーモント州の全てを含んでおり、さらに理論的には西の太平洋岸まで広がっていた。1766年7月3日に、カンバーランド郡を分離し、1770年3月16日にグロスター郡を分離したが、どちらも現在はバーモント州に含まれている。
1772年3月12日、オールバニ郡が3分割され、オールバニ郡、トライアン郡（現在のモンゴメリー郡）、シャーロット郡（現在のワシントン郡）の3郡になった。
1772年から1786年のオールバニ郡には、現在のオールバニ郡以外にコロンビア郡、レンセリア郡、サラトガ郡、スケネクタディ郡の全体と、グリーン郡とワシントン郡の一部が含まれ、また現在のバーモント州南西隅を含むものだった。
オールバニ郡は1786年にコロンビア郡を分離し、1791年にはレンセリア郡とサラトガ郡を分離し、ケンブリッジの町をワシントン郡に移管した。さらに1795年、その一部とオチゴ郡の一部を併せて、スカハリー郡を設立した。1800年にもその一部とアルスター郡の一部を併せて、グリーン郡を設立した。
1809年、スケネクタディ郡がオールバニ郡から分離設立された。

## 地理
スケネクタディ郡はニューヨーク州中央部東にあり、オールバニ市の北に位置している。
アメリカ合衆国国勢調査局に拠れば、郡域全面積は210平方マイル (543 km2)であり、このうち陸地206平方マイル (534 km2)、水域は4平方マイル (9 km2)で水域率は1.68%である。アップステート・ニューヨークの多くの郡とは異なり、スケネクタディ郡は面積が小さい。

### 隣接する郡
- サラトガ郡 - 東
- オールバニ郡 - 南
- スカハリー郡 - 南西
- モンゴメリー郡 - 西

## 人口動態
以下は2000年国勢調査による人口統計データである。
| 基礎データ - 人口: 146,555 人 - 世帯数: 59,684 世帯 - 家族数: 38,018 家族 - 人口密度: 275人/km2（711人/mi2） - 住居数: 65,032 軒 - 住居密度: 122軒/km2（316軒/mi2） 人種別人口構成（2008年時点） - 白人: 87.77% - アフリカン・アメリカン: 6.79% - ネイティブ・アメリカン: 0.23% - アジア人: 1.97% - 太平洋諸島系: 0.03% - その他の人種: 1.21% - 混血: 2.00% - ヒスパニック・ラテン系: 3.17% 先祖による構成 - イタリア系：22.3% - アイルランド系：13.7% - ドイツ系：10.7% - ポーランド系：8.4% - イギリス系：7.0% 言語による構成 - 英語：90.6% - スペイン語：2.7% - イタリア語：2.1% | 年齢別人口構成 - 18歳未満: 24.3% - 18-24歳: 7.9% - 25-44歳: 28.1% - 45-64歳: 23.0% - 65歳以上: 16.6% - 年齢の中央値: 39歳 - 性比（女性100人あたり男性の人口） - 総人口: 92.6 - 18歳以上: 88.3 世帯と家族（対世帯数） - 18歳未満の子供がいる: 30.0% - 結婚・同居している夫婦: 47.5% - 未婚・離婚・死別女性が世帯主: 12.3% - 非家族世帯: 36.3% - 単身世帯: 30.6% - 65歳以上の老人1人暮らし: 12.6% - 平均構成人数 - 世帯: 2.38人 - 家族: 2.97人 収入と家計 - 収入の中央値 - 世帯: 41,739米ドル - 家族: 45,670米ドル - 性別 - 男性: 38,840米ドル - 女性: 27,339米ドル - 人口1人あたり収入: 21,992米ドル - 貧困線以下 - 対人口: 10.9% - 対家族数: 7.8% - 18歳未満: 15.7% - 65歳以上: 6.5% |

## 都市と町
|  | 市                          | 町                                                                           | 村                        | ハムレット |
|  | スケネクタディ - 郡庁所在地 | - デュアンズバーグ - グレンビル - ニスカユナ - プリンスタウン - ロッターダム | - デランソン - スコティア | - アルプラウス - デュアンズバーグ - デュアンレイク - イーストグレンビル - マリアビルレイク - ニスカユナ - パターソンビル・ロッターダムジャンクション - ロッターダム |

## 郡政府と政治
スケネクタディ郡は民主党を支持する傾向にあり、1988年以降のアメリカ合衆国大統領選挙では、民主党候補にややましからそこそこの支持を与えてきた。アメリカ合衆国下院に送り出しているのも民主党員である。
郡の立法権は15人の議員で構成される郡議会に与えられており、議員は8つの市町村を4つの選挙区に分けて選出されている。現有議席は民主党13人、共和党1人、共和党に同調する保守派1人である。
郡はスケネクタディ郡公共図書館を運営しており、中央図書館と9つの支所で構成されている。